# ビリー・ミラー (俳優)
ビリー・ミラー（Billy Miller, 本名：William John Miller II、1979年9月17日 - 2023年9月15日）は、アメリカ合衆国の俳優。
オクラホマ州タルサ出身。主にテレビドラマを中心に出演、昼ドラの『オール・マイ・チルドレン』や『ザ・ヤング・アンド・ザ・レストレス』で人気を博し、『ザ・ヤング・アンド・ザ・レストレス』でデイタイム・エミー賞を3回受賞した。
2023年9月15日死去、43歳。長年双極性障害と闘っていたが、最後は自ら命を絶ったという。

## 主な出演作品
| 公開年    | 邦題 原題                                                            | 役名                                  | 備考                        |
| --------- | -------------------------------------------------------------------- | ------------------------------------- | --------------------------- |
| 2006      | CSI:ニューヨーク CSI: NY                                             | ウィル・グラハム                      | テレビドラマ、1エピソード   |
| 2007-2008 | オール・マイ・チルドレン All My Children                             | リッチー・ノヴァク                    | テレビドラマ、124エピソード |
| 2008-2014 | ザ・ヤング・アンド・ザ・レストレス The Young and the Restless        | ビリー・アボット                      | テレビドラマ、719エピソード |
| 2011      | JUSTIFIED 俺の正義 Justified                                         | ジェームズ・アール・ディーン          | テレビドラマ、1エピソード   |
| 2011-2012 | リンガー 〜2つの顔〜 Ringer                                          | ジョン・デラリオ                      | テレビドラマ、7エピソード   |
| 2013      | キャッスル 〜ミステリー作家は事件がお好き Castle                     | ミッキー・ガーハート                  | テレビドラマ、1エピソード   |
| 2014      | CSI:科学捜査班 CSI: Crime Scene Investigation                        | ロバート・ドラン                      | テレビドラマ、1エピソード   |
| 2014      | アメリカン・スナイパー American Sniper                               | 海軍の新兵募集員                      | 映画                        |
| 2014      | Major Crimes 〜重大犯罪課 Major Crimes                               | アンソニー・ハント                    | テレビドラマ、1エピソード   |
| 2014-2019 | ジェネラル・ホスピタル General Hospital                              | ジェイソン・モーガン/ドリュー・ケイン | テレビドラマ、592エピソード |
| 2015-2019 | SUITS/スーツ Suits                                                   | マーカス                              | テレビドラマ、4エピソード   |
| 2017      | レイ・ドノヴァン ザ・フィクサー Ray Donovan                          | トッド・ドハティ                      | テレビドラマ、3エピソード   |
| 2019-2021 | 真相 - Truth Be Told Truth Be Told                                   | アレックス・ダン                      | テレビドラマ、10エピソード  |
| 2022      | NCIS 〜ネイビー犯罪捜査班 NCIS: Naval Criminal Investigative Service | エズラ・モレッティ                    | テレビドラマ、1エピソード   |